# サンタクロース (競走馬)
サンタクロース（欧字名:Santa Claus、1961年 - 1970年2月13日）は、アイルランドで調教された競走馬である。1964年にイギリスとアイルランドのダービーを勝ち、この年の賞金王になった。
本馬の日本語表記には、「サンタクロース」「サンタクローズ」などの表記が散見されるが、本項では「サンタクロース」で統一することとする。また、生産国については、イギリスとする資料とアイルランドとする資料がある。

## 競走馬時代
1964年のエプソムダービーとアイリッシュダービーに優勝。

### 2歳時（1963年）
2歳時（1963年）にアイルランドの2歳戦で最大のナショナルステークス（7ハロン）を8馬身差で勝ち、この時点でイギリスダービーの本命になった。

### 3歳時（1964年）

#### 57年ぶりの英愛ダービー制覇
3歳（1964年）になると、アイルランドの2000ギニーを3馬身差で勝ち、単勝2.9倍の本命でイギリスダービーに出走した。サンタクロースには「女王陛下ですら一目見ることもできないような」厳重な警察隊の警備がつき、出走前の入厩先も伏せられた。過去のダービーでは、出走前に観客が本命馬の尻尾を引っ張ったり毛を抜いたりしたせいで、力を出せずに敗退したり（フェアウェイ）、不審者によって馬房に細工がされて馬が怪我をするように仕掛けが施されていたり（ワイルドデイレル）、餌に薬物が混入されて出走取消しを余儀なくされた例も少なくないからである。
無事に出走にこぎつけたダービーで、50歳になるオーストラリア出身のアーサー・"スコービー"・ブリースリーが騎乗した。サンタクロースはずっと最後尾を追走し、ようやくタッテナムコーナーから一番外側を回って進出した。残り200メートルでは、ボールドリックとインディアナの争いだったが、最後にサンタクロースがインディアナを捉えて1馬身差をつけ、期待通りに2分41秒98のタイムで優勝した。79歳になる馬主のジョン・イスメイ（John Ismay）は、ダービーの後エリザベス女王の招待を受け、勝利の祝福を受けた。大本命が勝ったことで、馬券を売ったブックメイカーたちは17年ぶりの酷い損失を被ったと伝えられている。
そのあとサンタクロースはアイルランドに戻り、アイルランドダービーに出た。アイルランドダービーは数年前まで、地方の田舎レースのような扱いだったが、1962年にテコ入れがあって賞金が大幅に増え、イギリスダービーを勝った馬にとっても出走するに値する競走になったばかりだった。1.5倍の圧倒的な支持を受けたサンタクロースは、スタートしてしばらくは3番手を走っていたが、残り400メートルほどから先頭に立つと、そのまま人気に応えて優勝し、57年ぶりの、イギリスとアイルランドのダービーを制した史上2頭目の競走馬となった。2着には後に日本へ種牡馬として輸入されるライオンハーテッドが入っている。

#### 夏から秋
サンタクロースは次に出走したキングジョージ6世&クイーンエリザベスステークスで、この競走史上もっとも倍率の低い1.15倍の人気を集めた。ところが、キャリアの浅いウィリー・バーク騎手の判断ミスもあり、逃げたナスラムを捕まえきれずに2馬身差の2着に敗れた。当時この敗戦は“英国競馬史上、最大の番狂わせ(upset)の一つ”と報じられた。また、騎乗ミスのほか、敗戦の理由の一つに馬場が堅すぎてサンタクロースには合わなかったとする説もある。ナスラムにとってはこれがこの年8戦して唯一の勝鞍となった。
秋はセントレジャーを回避して凱旋門賞に向かった。サンタクロースは最後方から進み、直線の手前から一気に進出したが、直線の入り口で、スタミナが切れて失速してきた大本命のルファビュリューと衝突してしまった。サンタクロースは体勢をたてなおし、200メートルをかけて追い込み、先頭のプリンスロイヤルをわずかに捉えた。しかしプリンスロイヤルもそこから再び差し返し、最後は3/4馬身だけプリンスロイヤルが優勢でゴールした。サンタクロースは2着に終わったが、この年サンタクロースが稼いだ賞金は、イギリスとアイルランドのこれまでの獲得賞金の最高額となった。そのおかげで父のシャモセールもこの年のイギリスとアイルランドの種牡馬チャンピオンとなった。

## 種牡馬時代
サンタクロースは、競走から引退して40万ポンドで売却され、アイルランドで種牡馬になった。
初年度産駒から、レインディア（Reindeer）がアイルランドのセントレジャーに勝った。ところがその直後にサンタクロースは血栓症で早逝してしまった。その後、2年目産駒でレインディアの全妹サンタティナ（Santa Tina）がアイルランドオークスに勝った。
産駒は全部で5世代で、イボアハンデに勝ったボンノエル（Bonne Noel）やローズオブヨークハンデ（LR）に勝ったファーザークリスマス（Father Christmas）が種牡馬入りしている。最後の世代の中には、持ち込み馬として日本で走ったウエスタンリバーもおり、同馬は日本経済賞やアメリカジョッキークラブ杯で2着になった。サンタクロースの父系子孫は「サンタクロース系」と呼ばれることもある。

### 主な産駒
- レインディア Reindeer（アイリッシュセントレジャー）
- サンタティナ Santa Tina （アイリッシュオークス）
- ボンノエル Bonne Noel （イボアハンデ）
- ウエスタンリバー （アメリカジョッキークラブカップ2着、ステイヤーズステークス3着）
- セントシンボリ （フランス、日本で各2勝。甥にシンボリルドルフ）

孫にGidron（東ドイツ三冠）などが出ており、ドイツで少なくとも1990年代まで子孫が出ている。

### 主要父系図
｜Santa Claus　牡馬　1961生　英ダービー、愛ダービー、愛2000ギニー
｜｜Reindeer　牡馬　1966生　愛セントレジャー　ケルゴルレイ賞
｜｜Santamoss 牡馬 1966生
｜｜｜Gidron 牡馬 1976生 東ドイツ産 東ドイツ三冠
｜｜｜｜Darss 牡馬 1982生 東ドイツ産 種牡馬
｜｜Santa Tina　牝馬　1967生　愛オークス
｜｜Bonne Noel　牡馬　1969生　イボアハンデ
｜｜｜Noelino　騸馬　1976生　ニジンスキーステークスG2
｜｜｜Little Bonny　牝馬　1977　パンアメリカンハンデG2、ヴェルメイユ賞2着、愛オークス2着
｜｜Father Christmas　牡馬　1970生
｜｜｜Deck the Halls　牝馬　1977生　ローズヒルギニーG1
｜｜ウエスタンリバー＊　牡馬　1970　日本経済賞2着

## 血統表
| サンタクロースの血統（ハリーオン系 / Hurry On3×5=15.62% Pharos4×5=9.38% Phalaris5×5=6.25%） | サンタクロースの血統（ハリーオン系 / Hurry On3×5=15.62% Pharos4×5=9.38% Phalaris5×5=6.25%） | サンタクロースの血統（ハリーオン系 / Hurry On3×5=15.62% Pharos4×5=9.38% Phalaris5×5=6.25%） | （血統表の出典）    | （血統表の出典）  |
| 父 Chamossaire 栗毛 1942                                                                    | 父の父Precipitation 栗毛 1933                                                               | Hurry On                                                                                    | Marcovil            | Marcovil          |
| 父 Chamossaire 栗毛 1942                                                                    | 父の父Precipitation 栗毛 1933                                                               | Hurry On                                                                                    | Tout Suite          |                   |
| 父 Chamossaire 栗毛 1942                                                                    | 父の父Precipitation 栗毛 1933                                                               | Double Life                                                                                 | Bachelor's Double   | Bachelor's Double |
| 父 Chamossaire 栗毛 1942                                                                    | 父の父Precipitation 栗毛 1933                                                               | Double Life                                                                                 | Saint Joan          |                   |
| 父 Chamossaire 栗毛 1942                                                                    | 父の母Snowberry 黒鹿毛 1937                                                                 | Cameronian                                                                                  | Pharos              | Pharos            |
| 父 Chamossaire 栗毛 1942                                                                    | 父の母Snowberry 黒鹿毛 1937                                                                 | Cameronian                                                                                  | Una Cameron         |                   |
| 父 Chamossaire 栗毛 1942                                                                    | 父の母Snowberry 黒鹿毛 1937                                                                 | Myrobella                                                                                   | Tetratema           | Tetratema         |
| 父 Chamossaire 栗毛 1942                                                                    | 父の母Snowberry 黒鹿毛 1937                                                                 | Myrobella                                                                                   | Dolabella           |                   |
| 母 Aunt Clara 黒鹿毛 1953                                                                   | 母の父Arctic Prince 1948                                                                    | Prince Chevalier                                                                            | Prince Rose         | Prince Rose       |
| 母 Aunt Clara 黒鹿毛 1953                                                                   | 母の父Arctic Prince 1948                                                                    | Prince Chevalier                                                                            | Chevalerie          |                   |
| 母 Aunt Clara 黒鹿毛 1953                                                                   | 母の父Arctic Prince 1948                                                                    | Arctic Sun                                                                                  | Nearco              | Nearco            |
| 母 Aunt Clara 黒鹿毛 1953                                                                   | 母の父Arctic Prince 1948                                                                    | Arctic Sun                                                                                  | Solar Flower        |                   |
| 母 Aunt Clara 黒鹿毛 1953                                                                   | 母の母Sister Clara 芦毛 1938                                                                | Scarlet Tiger                                                                               | Colorado            | Colorado          |
| 母 Aunt Clara 黒鹿毛 1953                                                                   | 母の母Sister Clara 芦毛 1938                                                                | Scarlet Tiger                                                                               | Trilogy             |                   |
| 母 Aunt Clara 黒鹿毛 1953                                                                   | 母の母Sister Clara 芦毛 1938                                                                | Clarence                                                                                    | Diligence           | Diligence         |
| 母 Aunt Clara 黒鹿毛 1953                                                                   | 母の母Sister Clara 芦毛 1938                                                                | Clarence                                                                                    | Nun's Veil F-No.3-o |                   |